# Oedothorax lucidus
Oedothorax lucidus là một loài nhện trong họ Linyphiidae.
Loài này thuộc chi Oedothorax. Oedothorax lucidus được Jörg Wunderlich miêu tả năm 1974.